# Thomas-Dehler-Stiftung

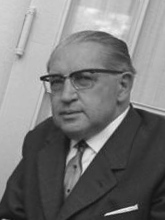
Thomas Dehler (1964)

Die Thomas-Dehler-Stiftung ist eine der Freien Demokratischen Partei (FDP) nahestehende Stiftung im Freistaat Bayern mit Sitz in München.

## Gründung und Geschichte
Die Gründung erfolgte 1971 als Thomas-Dehler-Institut, das 1979 in die Thomas-Dehler-Stiftung umgewandelt wurde. Gegründet wurde sie von der Friedrich-Naumann-Stiftung und der FDP Bayerns. An dieser Gründung beteiligten sich Hildegard Hamm-Brücher und Josef Ertl. Die Stiftung ist benannt nach dem aus Franken stammenden FDP-Politiker Thomas Dehler und bezeichnet sich als das liberale Bildungswerk in Bayern. Als solches ist sie eine politische Stiftung, und das Wort „liberal“ kennzeichnet den politischen wie geistigen Standpunkt.
Die Stiftung arbeitet eng mit dem Landesbüro Bayern der Friedrich-Naumann-Stiftung für die Freiheit in München zusammen.

### Zweck der Stiftung
Die Stiftung verfolgt ausschließlich und unmittelbar gemeinnützige Zwecke. Sie verfolgt nicht in erster Linie eigenwirtschaftliche Zwecke. Sie hat die Aufgabe, im Freistaat Bayern politische Bildungsarbeit auf liberaler Grundlage zu betreiben. Zur Erfüllung dieser Aufgabe soll die Stiftung
- Kurse, Seminare, Vorträge und andere Veranstaltungen durchführen;
- durch Publikationen und Öffentlichkeitsarbeit liberales Gedankengut verbreiten und vertiefen;
- den Kontakt mit den Veranstaltungsteilnehmern und Publikationsbeziehern ständig pflegen und vertiefen;
- eine landeszentrale Bildungsstätten schaffen und unterhalten;
- mit allen bayerischen Institutionen zusammenarbeiten, die in den gleichen oder ähnlichen Bereichen tätig sind;
- die Verbindung mit gleichgesinnten Institutionen und Gruppen außerhalb Bayerns pflegen.

Die Stiftung kann auch mit anderen gemeinnützigen Institutionen oder Gesellschaften zusammenarbeiten oder ihnen finanzielle oder sachliche Mittel zur Verfügung stellen, soweit dies der Erfüllung ihrer Aufgaben dient.

### Stiftungsvermögen, Landesmittel und Aufsicht
Das Grundstockvermögen der Stiftung besteht aus 17.500 €. Zusätzlich besteht ein Anspruch gegenüber der Friedrich-Naumann-Stiftung auf jährliche Zuwendung in Höhe der anteilig auf Bayern entfallenden Haushaltsmittel der Friedrich-Naumann-Stiftung für Inlandsarbeit, der zur Finanzierung der laufenden Ausgaben dient. Im Haushalt des Freistaates Bayern sind für in Bayern tätige politische Stiftungen, zu denen auch die Thomas-Dehler-Stiftung zählt, Mittel eingestellt. Die Regierung von Oberbayern hat die Stiftungsaufsicht.

## Leitungspersonal

### Präsidenten in der Vergangenheit

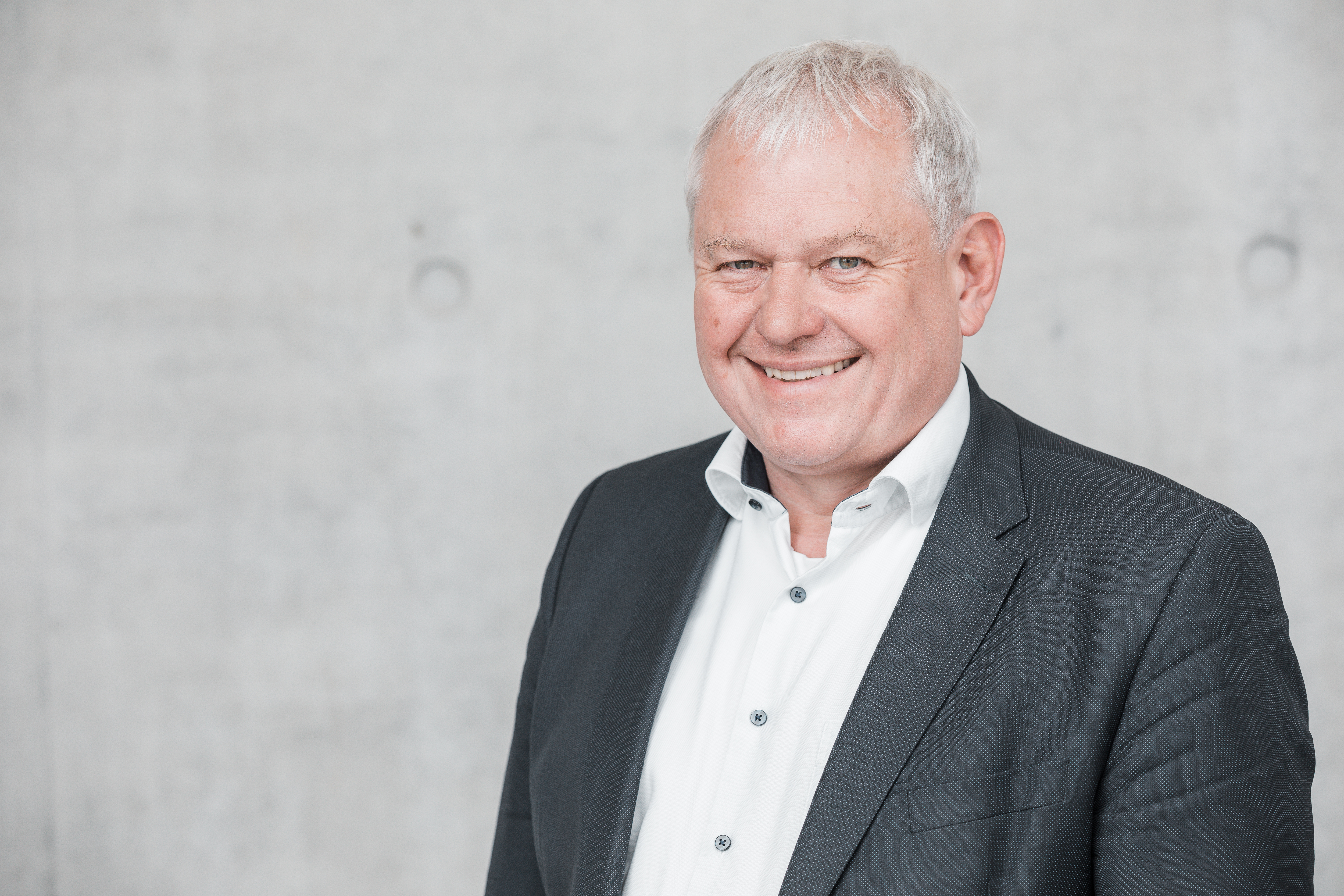
Thomas Hacker, 2020

| Zeitraum  | Name                                                   |
| --------- | ------------------------------------------------------ |
| 1979–1979 | Otto Bezold (zuvor Leiter des Thomas-Dehler-Instituts) |
| 1980–1988 | Rudolf Widmann                                         |
| 1988–1992 | Manfred Brunner                                        |
| 1992–1997 | Eberhard Puntsch                                       |
| 1997–2010 | Hermann Rind                                           |
| 2010–2013 | Max Stadler                                            |

### Präsidium
Seit 2013 ist Thomas Hacker Präsident der Stiftung. Sabine Leutheusser-Schnarrenberger ist Vizepräsidentin.

### Vorstand
- Wolfgang Heubisch[17]
- Nadja Hirsch
- Karsten Klein[18][19]
- Helmut Kaltenhauser[17]
- Renate Will[20]

Präsidium und Vorstand arbeiten ehrenamtlich.

### Geschäftsführung
Maik Schnierer ist Geschäftsführer der Stiftung.

## Ehrungen

### Thomas-Dehler-Preis
Mit dem Thomas-Dehler-Preis würdigt die Stiftung seit 1985 im Andenken an Thomas Dehler herausgehobene Persönlichkeiten beziehungsweise deren Verdienste um liberale Positionen und Leistungen.

### Thomas-Dehler-Nadel
2006 begann die Stiftung zusammen mit der Vereinigung Liberaler Kommunalpolitiker die Thomas-Dehler-Nadel zu verleihen. Die Ehrung erfolgt für ein besonderes kommunalpolitisches Engagement von FDP-Politikern und ist nach Zeitungsberichten eher selten.

## Nürnberger Sicherheitstagung
Die Stiftung gehört neben anderen Institutionen zu den Veranstaltern der seit dem Jahr 2000 regelmäßig durchgeführten Nürnberger Sicherheitstagung.

## Kritik
Die Thomas-Dehler-Stiftung veranstaltete in Nürnberg Seminare und Veranstaltungen mit rechten Tendenzen, etwa 1988 eine Veranstaltung zur Kriegsschuldfrage und im Jahre 1991 ein Seminar zum Thema Revisionismus. Verantwortlich war ihr dortiger freier Mitarbeiter Georg Batz, der 20 Jahre lang das Aktionszentrum Mittelfranken der Stiftung leitete. Zu den eingeladenen Vertretern rechtsextremer Ideologien zählten Pierre Krebs, Karlheinz Weißmann, Wolfgang Venohr, Hans-Ulrich Kopp und Arthur Vogt. Vogt wurde wegen Holocaustleugnung in seinem Vortrag 1991 in Nürnberg zu einer Geldstrafe verurteilt; er wurde vom rechtsextremen Anwalt Hajo Herrmann vertreten. Die Stiftung distanzierte sich von Vogt.
Die Thomas-Dehler-Stiftung und Georg Batz hatten auch Seminare mit sehr weit links orientierten Persönlichkeiten veranstaltet, zum Beispiel in Nürnberg-Fischbach 1990 ein Seminar mit Egon Krenz, der kurz zuvor noch Vorsitzender des Staatsrates der DDR gewesen war. Das Ziel der Seminare war die politische Diskussion zu fördern: die Diskussion nicht unter Gleichgesinnten, sondern unter Vertretern unterschiedlicher, sogar extrem verschiedener Ansichten.